# Atlantidrilus rostratus
Atlantidrilus rostratus är en ringmaskart som först beskrevs av Erséus 1984.  Atlantidrilus rostratus ingår i släktet Atlantidrilus och familjen glattmaskar. Inga underarter finns listade i Catalogue of Life.